# 佩斯卡利亚
佩斯卡利亚（義大利語：Pescaglia），是意大利卢卡省的一个市镇。总面积70平方公里，人口3763人，人口密度53.8人/平方公里（2009年）。ISTAT代码为046022。